# Aishō
Aishō (愛荘町?, Aishō-chō) è una cittadina del Giappone ed è l'unica municipalità del distretto di Echi, nella zona orientale della prefettura di Shiga.
È stata fondata il 13 febbraio 2006, quando furono unite le precedenti cittadine di Echigawa e Hatashō. Il nome "Aishō" è formato dal primo carattere di "Echigawa" (in giapponese 愛知川) e dal secondo di "Hatashō" (秦荘). Nel febbraio 2007, Aishō contava circa 19.800 abitanti in un'area totale di 37,98 km².

## Municipalità vicine
Confina con Hikone e Higashiōmi ed è vicina ai comuni di Kōra, Taga e Toyosato, che si trovano nel distretto di Inukami.

## Gemellaggio
- West Bend